# Helena Kirop
Helena Loshanyang Kirop (9 september 1976) is een Keniaanse langeafstandsloopster, die is gespecialiseerd in de marathon.

## Loopbaan
In 2006 werd Kirop tweede op de marathon van Amsterdam en won ze de marathon van Casablanca in 2:34.43. Op 15 april 2007 werd ze tweede op de marathon van Rotterdam met een tijd van 2:30.11. In dat jaar liep ze ook een persoonlijk record van 2:26.27 in de marathon van Berlijn.
Op dezelfde plek bracht ze haar persoonlijk record een jaar later verder omlaag tot 2:25.01. In een wedstrijd onder ideale omstandigheden, die door de Duitse atlete Irina Mikitenko werd gewonnen in de beste wereld-jaarprestatie van 2:19.19, werd Kirop in 2:25.01 derde achter de Ethiopische Askale Tafa Magarsa, die 2:21.31 liet noteren.
Sindsdien heeft Helena Kirop verschillende grote marathons op haar palmares bijgeschreven, zoals die van Praag en Nairobi in 2010, Taipei en Venetië in 2011, Keulen in 2012 en Rome in 2013. Haar PR heeft zij inmiddels bijgesteld naar 2:23.37, de tijd waarmee zij in 2011 de marathon van Venetië won.

## Persoonlijke records
| Onderdeel      | Prestatie | Datum             | Plaats   |
| -------------- | --------- | ----------------- | -------- |
| 10 km          | 32.43     | 25 februari 2007  | San Juan |
| 15 km          | 49.20     | 28 september 2008 | Berlijn  |
| 20 km          | 1:05.57   | 28 september 2008 | Berlijn  |
| halve marathon | 1:08.57   | 25 september 2011 | Lissabon |
| 25 km          | 1:22.51   | 28 september 2008 | Berlijn  |
| 30 km          | 1:40.34   | 28 september 2008 | Berlijn  |
| marathon       | 2:23.37   | 23 oktober 2011   | Venetië  |

## Palmares

### 5 km
- 2006: 5e Shoe4Africa in Iten - 17.13

### 10 km
- 2006:  Courses Pédestres d'Arras - 34.16
- 2006:  Tours - 34.35
- 2007: 6e 10 km van San Juan - 32.43
- 2008: 5e Flourspar in Eldoret - 33.07,5

### halve marathon
- 2004:  halve marathon van Mataró - 1:16.17
- 2006:  halve marathon van Trecate - 1:12.15
- 2006:  halve marathon van Lille - 1:14.02
- 2008: 6e halve marathon van Ras al-Khaimah - 1:12.35
- 2009:  halve marathon van Portugal - 1:10.26
- 2010:  halve marathon van Milaan - 1:10.10
- 2011: 6e halve marathon van Lissabon - 1:09.50
- 2011:  halve marathon van Portugal - 1:08.57
- 2011:  halve marathon van Milaan - 1:10.10

### marathon
- 2004: 6e marathon van La Rochelle - 2:45.56
- 2006:  marathon van Casablanca - 2:34.43
- 2006:  marathon van Ottawa - 2:37.34
- 2006:  marathon van Amsterdam - 2:28.51
- 2007:  marathon van Rotterdam - 2:30.09
- 2007:  marathon van Berlijn - 2:26.27
- 2008:  marathon van Berlijn - 2:25.01
- 2009:  marathon van Dubai - 2:25.35
- 2009: 5e Boston Marathon - 2:33.24
- 2009: DNF WK
- 2010:  marathon van Dubai - 2:24.54
- 2010: marathon van Praag - 2:25.29
- 2010:  marathon van Nairobi - 2:31.11
- 2011: 9e marathon van Dubai - 2:27.41
- 2011:  marathon van San Diego - 2:27.01
- 2011:  marathon van Venetië - 2:23.37
- 2011:  marathon van Taipei - 2:27.36
- 2012:  marathon van Tokio - 2:26.02
- 2012:  marathon van Dongying - 2:31.05
- 2012:  marathon van Keulen - 2:25.34
- 2012:  marathon van Taipei - 2:32.43
- 2013:  marathon van Rome - 2:24.40
- 2013: 5e marathon van Dongying - 2:42.44
- 2013:  marathon van Lissabon - 2:32.07
- 2013:  marathon van Taipei - 2:37.07
- 2014: 12e marathon van Nagoya - 2:31.34
- 2014: 5e marathon van Turijn - 2:33.50
- 2015:  marathon van Dongying - 2:31.38

### veldlopen
- 2012: 5e Keniaanse kamp. in Eldoret - 26.44,8